# Realism literar
Realismul este un curent literar care s-a manifestat în secolul al XIX-lea și are drept centru de iradiere Franța. Este o mișcare, curent, atitudine în creație teoria literară și artistică având ca principiu de bază reflectarea realității în datele ei esențiale, obiective, caracteristice. Este o concepție opusă idealismului, potrivit căruia lucrurile există independent de faptul că sunt percepute sau nu.
Temele romanelor realiste includ parvenitismul, avariția, imoralitatea, singurătatea etc., iar motivele – parvenitul, avarul, zgârcitul. Compoziția este obiectivă, naratorul este omniscient și omniprezent. Subiectele sunt inspirate din realitate. Acțiunea se desfășoară pe mai multe planuri, iar conflictele sunt de natură socială, psihologică, politică etc. Personajele întruchipează mai multe categorii sociale, complex caracterizate, reprezintă tipuri umane. Structura unor astfel de opere literare este închisă. Se utilizează tehnica detaliului și se accentuează relația dintre mediu și personaj.
Realismul literar românesc a fost inaugurat în proză și dramaturgie de către scriitorii pașoptiști (Costache Negruzzi, Mihail Kogălniceanu, Vasile Alecsandri) și postpașoptiști (Nicolae Filimon, Bogdan Petriceicu Hasdeu). Acest stil a fost adoptat și folosit în operele lor de scriitori români precum Ion Luca Caragiale, Ioan Slavici, Liviu Rebreanu, George Călinescu , Marin Preda și Mihail Sadoveanu.